# Schizocosa hewitti
Schizocosa hewitti är en spindelart som först beskrevs av Roger de Lessert 1915.  Schizocosa hewitti ingår i släktet Schizocosa och familjen vargspindlar. Inga underarter finns listade i Catalogue of Life.